# Spoorspatting

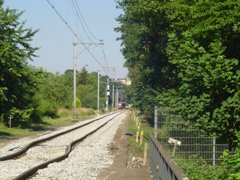
Spoorspatting bij Landgraaf, juli 2006

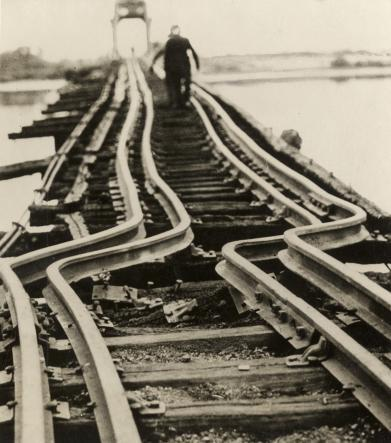
Spoorspatting op de spoorbrug over de Delaware nadat de brug in brand was geraakt (1935)

Een spoorspatting is het horizontaal knikken of verbuigen van spoorrails.
Spoorspattingen kunnen ontstaan op hete zomerdagen. Bij erg warm weer kan de temperatuur van de spoorstaven oplopen tot meer dan 70°C. Normaliter zet materiaal uit bij temperatuurstijging. Wanneer de spoorstaven in de lengterichting niet (meer) kunnen uitzetten ontstaan er mechanische drukspanningen van honderden kilonewton (tientallen tonnen) per rail. Als de drukspanning te hoog wordt, knikt de rail en zoekt het materiaal een uitweg op de zwakste doorsnede in het spoor en een zijwaartse uitstulping, een kronkel in het spoor, ontstaat. Door de dwarsliggers blijft het verband tussen de spoorstaven bestaan, zodat de twee spoorstaven op dezelfde plaats kromtrekken.
In de meeste gevallen zorgt de spoorconstructie ervoor dat de rails kunnen uitzetten, bij voegloos spoor door middel van compensatielassen, bij voegenspoor door middel van temperatuurlassen iedere 30 meter.

## Gevolgen
Een spoorspatting vormt een gevaarlijke situatie. Een railvoertuig ontspoort op een spoorspatting al bij lage snelheden doordat het de kronkels in het spoor niet kan volgen. Een voorbeeld in Nederland is de ontsporing van een trein bij Houten. Op Europese schaal zijn spoorspattingen de op een na belangrijkste oorzaak van spoorwegongevallen.

## Verwijzingen
1. ↑  Prof.dr.ir. C. Esveld, Deel D. Constructief ontwerp van spoorwegen (pdf). Geometrisch en constructief ontwerp van wegen en spoorwegen pagina 16 (september 2005). Gearchiveerd op 1 april 2022. Geraadpleegd op 2 augustus 2017. “Enige orde-grootten: ademlengte 70 m, schuifweerstand 10 kN/m per dwarsligger, maximale verplaatsing 15 mm en de normaalkracht in de spoorstaaf 800 kN!”
2. ↑   De meest voorkomende oorzaak van spoorwegongevallen is gebroken rails. Zie  Spoorwegbureau van de Europese Unie, RAILWAY SAFETY PERFORMANCE IN THE EUROPEAN UNION — 2016 (pdf) pagina 38 (september 2016).